# Lake Waccamaw
Lake Waccamaw és una població dels Estats Units a l'estat de Carolina del Nord. Segons el cens del 2000 tenia 1.411 habitants.

## Demografia
Segons el cens del 2000, Lake Waccamaw tenia 1.411 habitants, 529 habitatges i 356 famílies. La densitat de població era de 158,4 habitants per km².
Dels 529 habitatges en un 23,6% hi vivien nens de menys de 18 anys, en un 55,4% hi vivien parelles casades, en un 9,8% dones solteres, i en un 32,7% no eren unitats familiars. En el 30,2% dels habitatges hi vivien persones soles el 13,4% de les quals corresponia a persones de 65 anys o més que vivien soles. El nombre mitjà de persones vivint en cada habitatge era de 2,17 i el nombre mitjà de persones que vivien en cada família era de 2,67.
Per edats la població es repartia de la següent manera: un 19,9% tenia menys de 18 anys, un 5,4% entre 18 i 24, un 20,8% entre 25 i 44, un 27,1% de 45 a 60 i un 26,7% 65 anys o més.
L'edat mediana era de 48 anys. Per cada 100 dones de 18 o més anys hi havia 79,1 homes.
La renda mediana per habitatge era de 47.692 $ i la renda mediana per família de 57.500 $. Els homes tenien una renda mediana de 36.597 $ mentre que les dones 22.054 $. La renda per capita de la població era de 23.502 $. Entorn del 6,8% de les famílies i el 22,5% de la població estaven per davall del llindar de pobresa.

## Poblacions més properes
El següent diagrama mostra les poblacions més properes.